# Гарман, Майк
Майкл Дуглас Гарман (англ. Michael Douglas Garman, 16 сентября 1949, Колдуэлл, Айдахо) — американский бейсболист , питчер. Выступал в Главной лиге бейсбола с 1969 по 1978 год. Участник Мировой серии 1977 года в составе «Лос-Анджелес Доджерс».

## Биография
Майк родился 16 сентября 1949 года в Колдуэлле в штате Айдахо. Кроме него в семье был ещё один старший сын и младшая дочь. Отец Майка, Хьюстон Гарман, в 1949 и 1950 годах играл за фарм-команды в системе «Питтсбурга». Позднее он работал начальником производства в компании Crookam Seed Corn, а также занимался делами семейной фермы. Во время учёбы в школе Майк успешно играл в бейсбол, футбол и баскетбол. Интерес к нему проявляли скауты всех клубов Главной лиги бейсбола.
На драфте 1967 года Гарман был выбран «Бостоном» под общим третьим номером. Он отклонил несколько предложений спортивной стипендии и подписал с клубом контракт. В дебютном сезоне Майк играл на уровне А-лиги за «Уинстон-Сейлем Ред Сокс» и «Гринвилл Ред Сокс». Суммарно он провёл семь игр с пропускаемостью 6,75. В одной из них он получил травму локтя, поскользнувшись на мокром поле. В «Гринвилле» Гарман полностью провёл сезон 1968 года, сыграл в двадцати матчах, в том числе в шестнадцати стартовым питчером. В 1969 году он выступал за «Уинстон-Сейлем» и стал лучшим в лиге по числу сделанных страйкаутов. В конце сентября Майк впервые был вызван в основной состав «Бостона» и дебютировал в Главной лиге бейсбола.
В чемпионате 1970 года Гарман играл за «Луисвилл Колонелс». В двадцати семи матчах он одержал семь побед при тринадцати поражениях с пропускаемостью 4,39, сделал 127 страйкаутов при 132 уоках. Руководитель скаутской службы «Ред Сокс» Нил Махоуни называл его одновременно самым многообещающим и самым разочаровывающим питчером в системе клуба. В 1971 году Майк сыграл за «Колонелс» в двадцати матчах в стартовом составе и в девяти как реливер. Количество допущенных им уоков сократилось до 88, пропускаемость составила 4,19. Позднее он выражал благодарность тренеру команды Дарреллу Джонсону за решение перевести его в буллпен. В сентябре Гарман снова был вызван в основной состав «Ред Сокс» и сыграл в трёх матчах за команду. После завершения сезона он планировал продолжить учёбу, но по решению клуба уехал играть в зимнюю лигу в Пуэрто-Рико. В сезоне 1972 года он также играл за «Луисвилл», а в сентябре провёл три игры за «Ред Сокс».
В 1973 году «Ред Сокс» уже не могли отправить Гармана в младшие лиги и весь сезон он провёл в составе клуба. При этом играл он мало, в двенадцати матчах проведя двадцать иннингов. В декабре Бостон обменял Майка в «Сент-Луис Кардиналс». Смена обстановки пошла ему на пользу. В 1974 году Гарман сыграл за клуб в шестидесяти четырёх матчах и стал лучшим в составе по пропускаемости с показателем 2,64. Хорошо он провёл и сезон 1975 года, но борьбу за место питчера, закрывающего игры, выиграл Эл Грабоски и Майк был обменян в «Чикаго Кабс».
В «Чикаго» Гарман провёл чемпионат 1976 года. Дважды его выпускали как стартового питчера, когда команде приходилось проводить две игры в один день. В качестве реливера он сыграл ещё в сорока пяти матчах. В январе 1977 года Майк снова сменил команду, перейдя в «Лос-Анджелес Доджерс». Он сыграл в сорока девяти матчах регулярного чемпионата и впервые в карьере вышел на поле в плей-офф. В третьей игре Чемпионской серии Национальной лиги против «Филадельфии» Гарман сделал сейв. Также он принимал участие в двух матчах Мировой серии, которую «Доджерс» проиграли «Янкис». В мае 1978 года Майк был обменян в «Монреаль Экспос», где в оставшейся части сезона сыграл в сорока семи матчах. В конце предсезонных сборов весной 1979 года клуб отчислил его. Чемпионат Гарман провёл в Лиге Тихоокеанского побережья, играя за «Портленд Биверс» и «Такому Тагс». Эти команды стали последними в его профессиональной карьере.

### Личная жизнь
В феврале 1967 года Майк женился на своей школьной подруге Линде Ланфир, которая родила ему двоих сыновей. Она окончила университет Джорджа Фокса в Орегоне, а затем в течение двадцати девяти лет работала в Департаменте труда в штате Айдахо. Сам он после завершения выступлений вернулся в Колдуэлл, где сначала вместе с братом занимался делами фермы, а затем работал агентом в страховой компании. В марте 2018 года Гарман вышел на пенсию.